# شيف براساد كوستا
شيف براساد كوستا (بالإنجليزية: Dr. Shiv Prasad Kosta)‏ هو عالم فضاء وتربوي هندي. يشغل حاليا منصب مدير معهد شري رام للتكنولوجيا بجبلبور.

## أبحاثه

### هوائي من المادة الخارقة
قام كوستا، جنبا إلى جنب مع شركائه، بتقديم ابتكار هندسي فريد يتمثل في هوائي قابل للتضبيط ومزدوج النطاق مكون من المادة الخارقة.

### ممرستور من الدم البشري
قام كوستا رفقة زملائه باعتماد طريقة علاجية مكنتهم من دراسة «ترنزيستور إلكتروني مكون من الدم البشري». وقد أقترح أن لهذا الإنجاز دور في دفع الأبحاث المتعلقة بواجهات المستخدم والذكاء الاصطناعي وتطوير السايبورغ.